# Alexandra Klineman

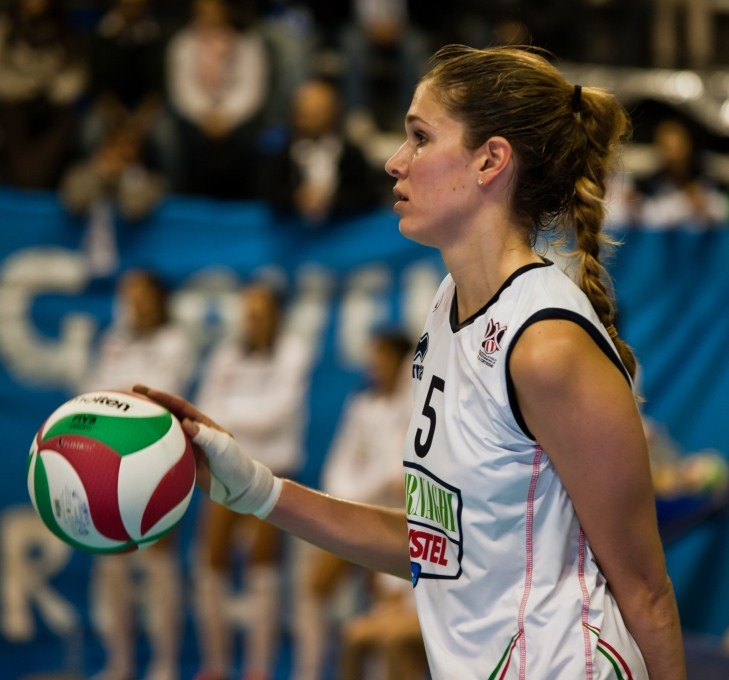
Alexandra Klineman zawodniczką Asystel MC Carnaghi Villa Cortese

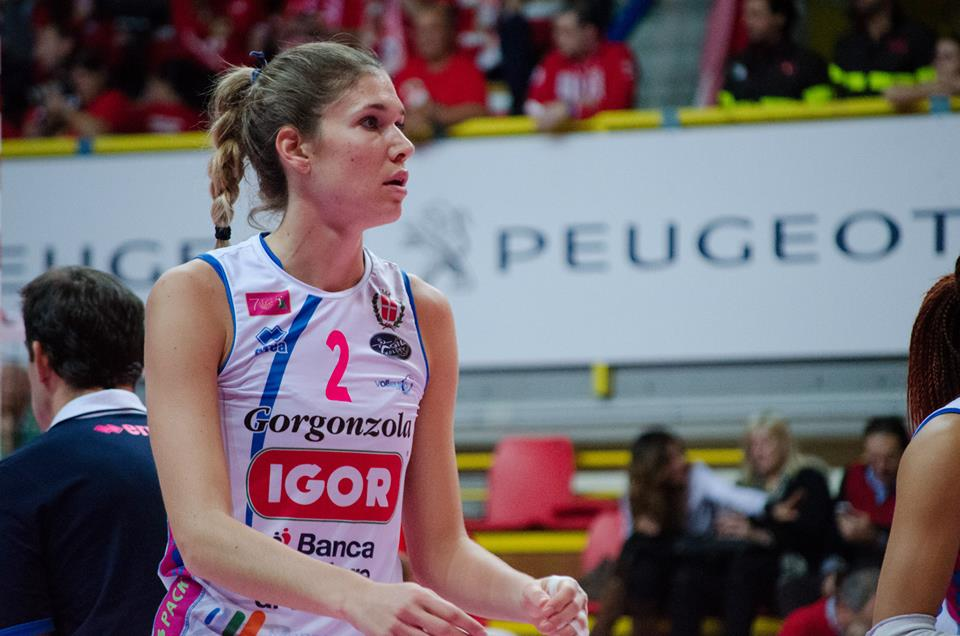
Alexandra Klineman zawodniczką Igor Gorgonzola Novara

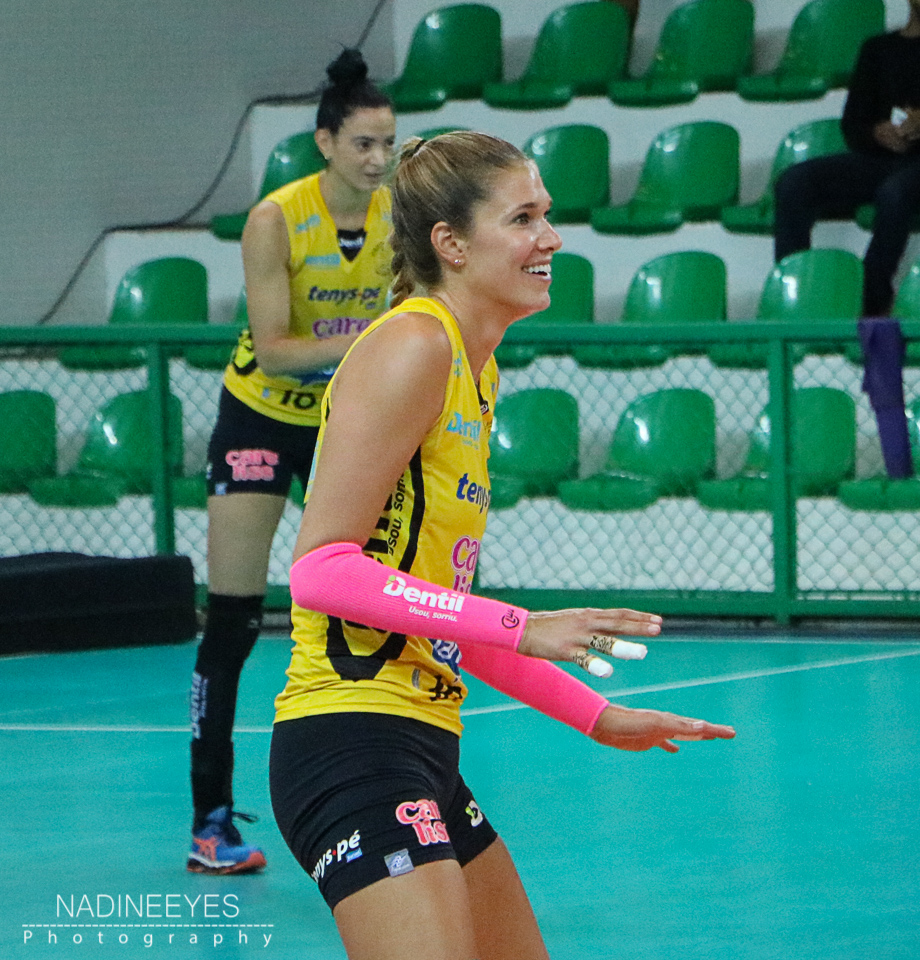
Alexandra Klineman zawodniczką Dentil/Praia Clube w sezonie 2016/2017

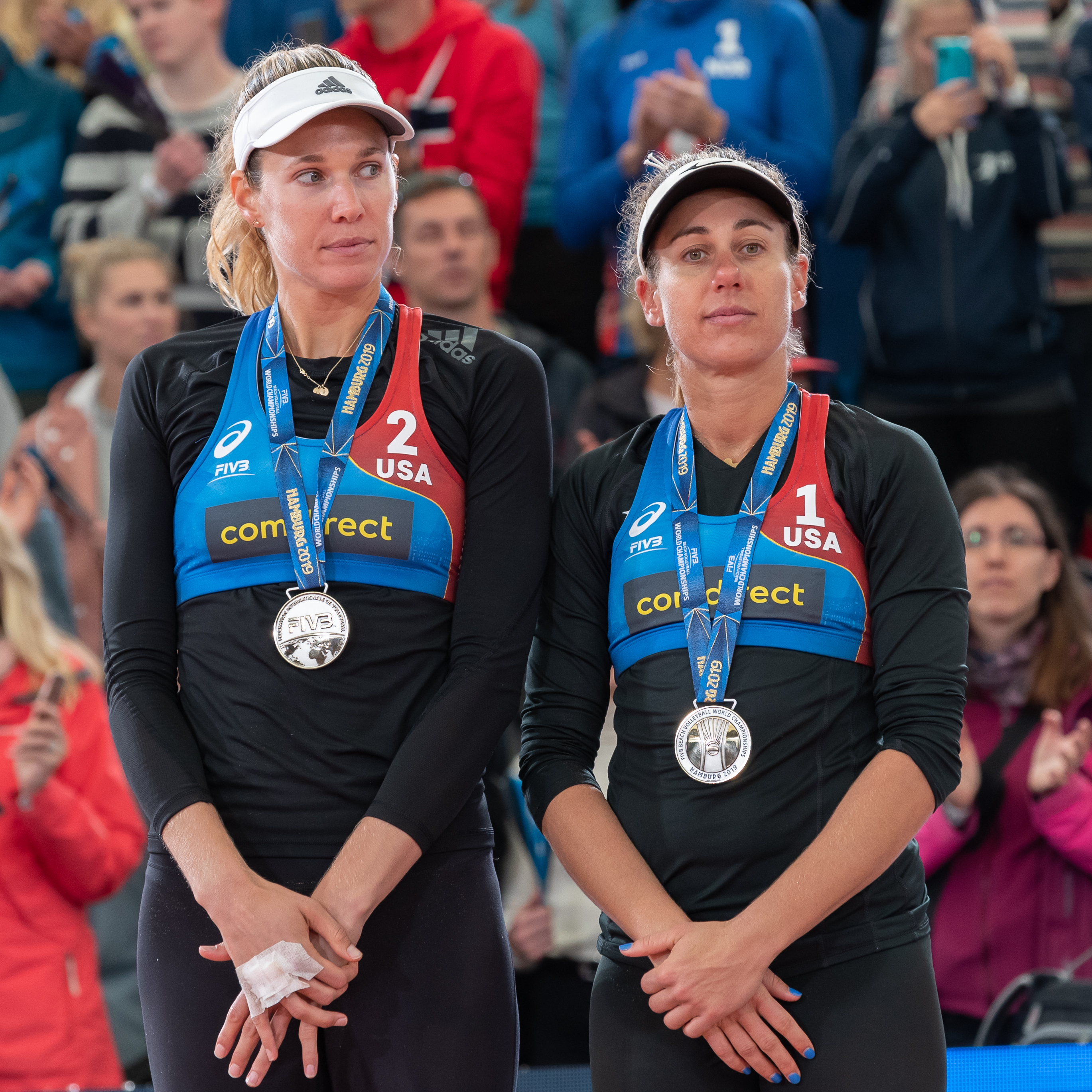
Alexandra Klineman wraz z April Ross srebrnymi medalistkami Mistrzostw Świata 2019 w siatkówce plażowej

Alexandra Rose Klineman (ur. 30 grudnia 1989 w Torrance) – amerykańska siatkarka, reprezentantka kraju, grająca na pozycji przyjmującej.

## Siatkówka halowa

### Kariera klubowa
| Lata      | Klub                              |
| 2007–2011 | Stanford University               |
| 2011–2012 | Scavolini Pesaro                  |
| 2012–2013 | Asystel MC Carnaghi Villa Cortese |
| 2013–2014 | Prosecco Doc Imoco Conegliano     |
| 2014–2015 | Igor Gorgonzola Novara            |
| 2015–2017 | Dentil/Praia Clube                |

### Sukcesy klubowe
Puchar Włoch:
- 2015

Liga włoska:
- 2015

Liga brazylijska:
- 2016
- 2017

Klubowe Mistrzostwa Ameryki Południowej:
- 2017

### Sukcesy reprezentacyjne
Mistrzostwa Ameryki Północnej, Środkowej i Karaibów Kadetek:
- 2004

Mistrzostwa Ameryki Północnej, Środkowej i Karaibów Juniorek:
- 2006

Igrzyska Panamerykańskie:
- 2011

Puchar Panamerykański:
- 2015

### Nagrody indywidualne
- 2005: Najlepsza punktująca Mistrzostw Świata Kadetek
- 2016: Najlepsza punktująca brazylijskiej Superligi w sezonie 2015/2016
- 2017: Najlepsza przyjmująca Klubowych Mistrzostw Ameryki Południowej

## Siatkówka plażowa
World Tour 2018:
Faza turniejowa
- Haga

World Tour 2019:
Faza turniejowa
- Yangzhou, Itapema, Gstaad[2]
- Tokio

Mistrzostwa Świata 2019:
- Hamburg[3]

Igrzyska Olimpijskie 2020:
- Tokio[4]

World Tour 2021:
Faza turniejowa
- Doha
- Cancún – II i III turniej

Faza finałowa
- Cagliari[5]